# Iroc
Iroc, настоящее имя Кэндис Лапорт (англ. Iroc, род. 28 сентября 1978, Флинт, Мичиган) — американская порноактриса, лауреатка премии XRCO Award.

## Биография
Родилась 28 сентября 1978 года во Флинте. Дебютировала в порноиндустрии в 1998 году, в возрасте около 20 лет.
Снималась для таких студий, как Extreme Associates, Kick Ass Pictures, Sinister TV, Wicked Pictures, 4-Play Video.
В 1999 году получила премию XRCO Award в номинации «лучшая групповая сцена» за Asswoman In Wonderland совместно с Luciano, Stryc-9 и Тиффани Майнкс.
Ушла из индустрии в 1999 году, снявшись в 36 фильмах.

## Награды и номинации
| Год  | Награда    | Категория              | Работа                 | Результат |
| ---- | ---------- | ---------------------- | ---------------------- | --------- |
| 1999 | XRCO Award | Лучшая групповая сцена | Asswoman In Wonderland | Победа    |

## Избранная фильмография
- Asswoman In Wonderland